# Windows IoT
A Windows IoT (korábban Windows Embedded) a Microsoft Windows beágyazott rendszerekre szánt szoftvercsaládja.
A 2018-ban megjelent Azure Sphere a Linux-kernelen futó operációs rendszer.

## Termékcsaládok

### IoT
A Microsoft a Windows 10 megjelenésével az Embedded családod IoT-re nevezte át.

#### Enterprise
Az Embedded Industry, Embedded Standard és For Embedded Systems változatokat felváltó Windows 10 IoT Enterprise a 1809-es verzióig a Windows 10 Enterprise LTSB-vel teljesen megegyezik, azonban a 1903-as verziótól kezdődően néhány dolgot (például a szükséges tárhely méretét) megváltoztattak. A 21H2-es verziótól az IoT Enterprise LTSC-t az Enterprise LTSC-hez képest további öt évig támogatják.

#### Mobile
A rendszer vonalkódolvasókra és kézi eszközökre szánt verziója, az Embedded Handheld utódja.

#### Core
Kisebb méretű ipari eszközökre szánt verzió, amely otthoni felhasználásra (például Raspberry Pira való telepítéshez) ingyenesen elérhető.
A Core Pro változatban lehetőség nyílik a frissítések elhalasztására, de ezenkívül megegyezik a Core-ral.

#### Server
A Windows Server beágyazott rendszerekre szánt verziója, attól csak a licencelésben tér el.

### Embedded

#### Embedded Compact
A Windows Embedded Compact (korábban Embedded CE vagy CE) otthoni eszközökre (például beltéri egységek, videójátékok) szánt verzió. A moduláris rendszer magja akár egy megabyte-nál kevesebb RAM-mal rendelkező eszközökön is képes futni. Az Embedded Compact ARM, MIPS, SuperH és x86 architektúrákra érhető el.
A Windows Mobile a hordozható eszközökre (mobiltelefonok, PDA-k, PNA-k) szánt változat, de módosított verzióit a Portable Media Center nevű kéziszámítógép-platformhoz is felhasználták.
A termékcsaládot felváltó, 2010-ben megjelent Windows Phone 7 a korábbi szoftverekkel nem kompatibilis.

#### Embedded Standard
A Windows Embedded Standard a felhasználó igényei szerint testre szabható verzió, amely biztosítja a teljes Win32 API-t; elsősorban bankautomatákon és kórházi eszközökön fut. A termékvonal az NT 4.0 Embedded, XP Embedded, Embedded Standard 2009 és Embedded 7 Standard (korábban Quebec) és Embedded 8 Standard termékekből áll.

#### For Embedded Systems
Az Embedded, később For Emedded Systems név alatt a Windows for Workgroups 3.11, Windows 95, 98, NT Workstation, 2000 Professional, Me, XP Professional, Vista Business és Ultimate, 7 Professional és Ultimate, továbbá a 8 és 8.1 Pro, valamint Enterprise verzióinak beágyazott rendszerekre licencelt, IA-32 és x64 architektúrákra elérhető verzióit adták ki.

#### Embedded Industry
Az eredetileg Windows Embedded for Point of Service nevet viselő, 2006-ban megjelent terméket POS-terminálokra szánták. 2009-ben kiadták a Windows XP Service Pack 3-on alapuló Windows Embedded POSReady 2009-et, majd 2011-ben a Windows 7 Service Pack 1-en alapuló Windows Embedded 7 POSReadyt. A név később Embedded Industryra változott.

#### Embedded NAVReady
A NAVReady (más néven Navigation Ready) a Windows CE 5.0-hoz elérhető navigációs modul, amely a kézi GPS-ekben lehet hasznos.

#### Embedded Automotive
Az Embedded Automotive (korábban Microsoft Auto, Windows CE for Automotive, Windows Automotive és Windows Mobile for Automotive a gépjárművek fedélzeti számítógépére szánt verzió.

#### Embedded Handheld
A 2011. január 10-én bejelentett Embedded Handheld 6.5 a Windows Mobile 6.5-tel kompatibilis rendszer, amelyet a cégek által alkalmazott kézi számítógépekre (például vonalkódolvasókra) szántak. Az Embedded Handhelden futtathatóak a korábbi Windows Mobile-verziókra kiadott programok. A 2014. április 23-án megjelent, Windows Mobile 8.1-alapú Windows Embedded 8.1 Handheld (korábban Embedded 8 Handheld) az alábbi hardverekre jelent meg:
| Termék                   | Megjelenés ideje | CPU                | RAM    | Tárhely | Kijelző                   | Kamera | Kamera |
| Termék                   | Megjelenés ideje | CPU                | RAM    | Tárhely | Kijelző                   | Első   | Hátsó  |
| ------------------------ | ---------------- | ------------------ | ------ | ------- | ------------------------- | ------ | ------ |
| Bluebird BM180           | 2014. január     | 1,5 GHz, kétmagos  | 1/2 GB | 8/16 GB | 5″ 720×1280px 1080×1920px | 8 MP   | 1,3 MP |
| Bluebird EF500           | 2015. szeptember | 1,5 GHz, kétmagos  | 1/2 GB | 8/16 GB | 5″ 720×1280px 1080×1920px | 8 MP   | 1,3 MP |
| Honeywell Dolphin 75e    | 2015. április    | 2,26 GHz, kétmagos | 2GB    | 16 GB   | 4,3″ 480×800px            | 8 MP   | –      |
| Honeywell Dolphin CT50   | 2015. április    | 2,26 GHz, kétmagos | 2GB    | 16 GB   | 4,7″ 720×1280px           | 8 MP   | –      |
| Panasonic Toughpad FZ-E1 | 2014. augusztus  | 2,3 GHz, négymagos | 2GB    | 32 GB   | 5″ 720×1280px             | 8 MP   |        |

## Fordítás
- Ez a szócikk részben vagy egészben  a   Windows IoT című angol Wikipédia-szócikk ezen változatának fordításán alapul.  Az eredeti cikk szerkesztőit annak laptörténete sorolja fel. Ez a jelzés csupán a megfogalmazás eredetét és a szerzői jogokat jelzi, nem szolgál a cikkben szereplő információk forrásmegjelöléseként.